# Assomption (métro de Montréal)
Pour les articles homonymes, voir Assomption (homonymie).
Assomption est une station de la ligne verte du métro de Montréal située dans l'arrondissement Mercier–Hochelaga-Maisonneuve dans la province de Québec. Elle fut inaugurée le 9 juin 1976, lors du prolongement de la ligne verte jusqu'à Honoré-Beaugrand qui a lieu trois jours avant.

## Origine du nom
En 1951, le nom de l'Avenue Poulin fut changé en celui d'Avenue de l’Assomption, pour commémorer la proclamation du dogme de l’Assomption en 1950. La station s'est brièvement appelée Station de l'Assomption entre mai et novembre 2014, avant que la Société de transport de Montréal ne revienne sur sa décision,.

## Lignes d'autobus
|     | Service de jour        |
| 22  | Notre-Dame             |
| 131 | De l'Assomption        |
| 811 | Navette Services Santé |

## Édicules
- 3075, boul. de l'Assomption. Cet édicule comporte une seule sortie vers la Rue de l'Assomption. Une station de BiXi, des vélos en libre-service, se trouve à proximité sur la rue Chauveau.

## Principales intersections à proximité
- boul. de l'Assomption / rue Chauveau

## Centres d'intérêt à proximité
- École Marguerite-De-Lajemmerais
- École des métiers de l'aérospatiale de Montréal
- Hôpital Maisonneuve-Rosemont
- Centre d'accueil Foyer Rousselot
- Complexe Raycom
- Le Village olympique de Montréal

## Galerie

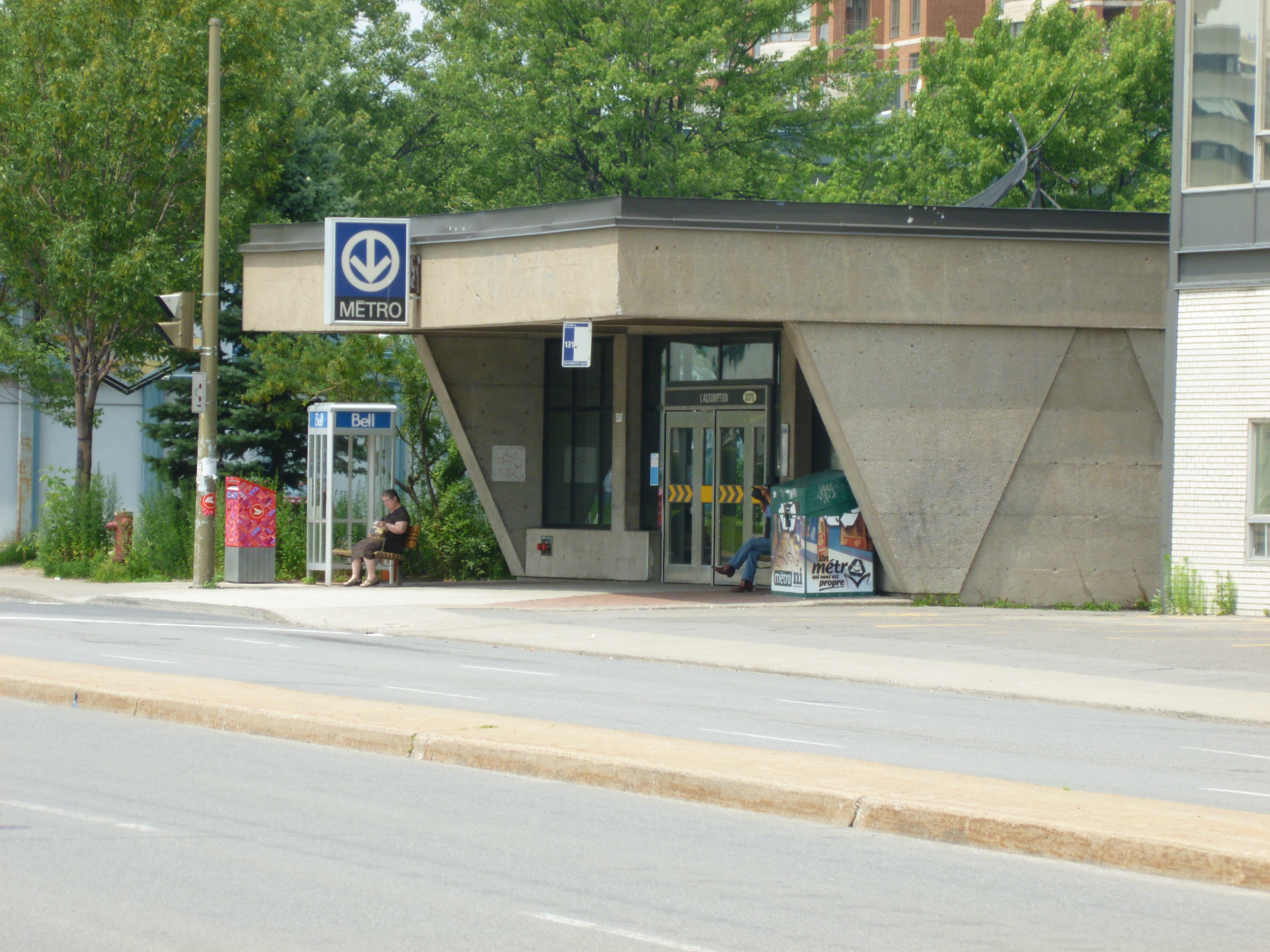
Édicule de la station Assomption
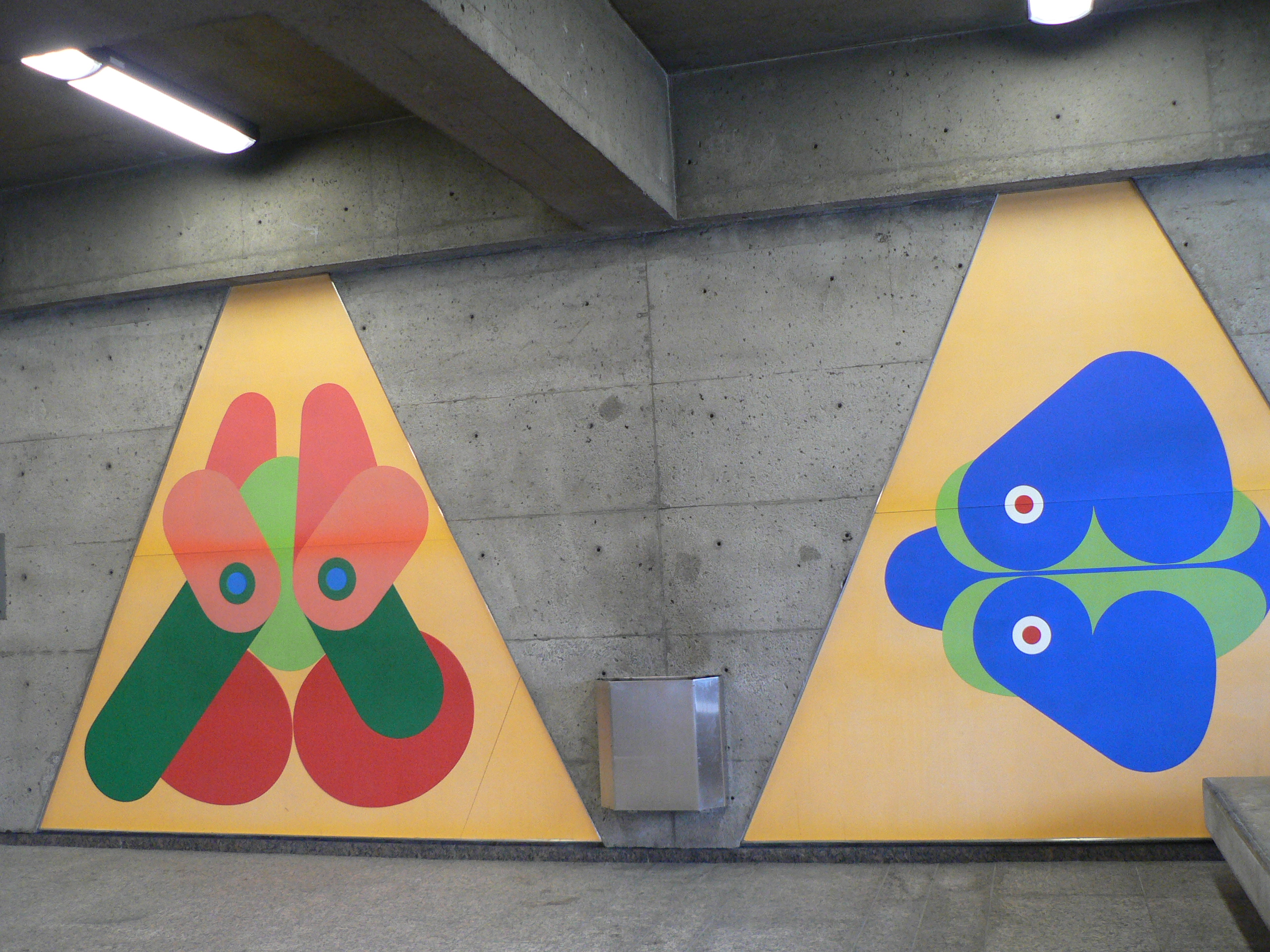
Œuvre d'art dans la station
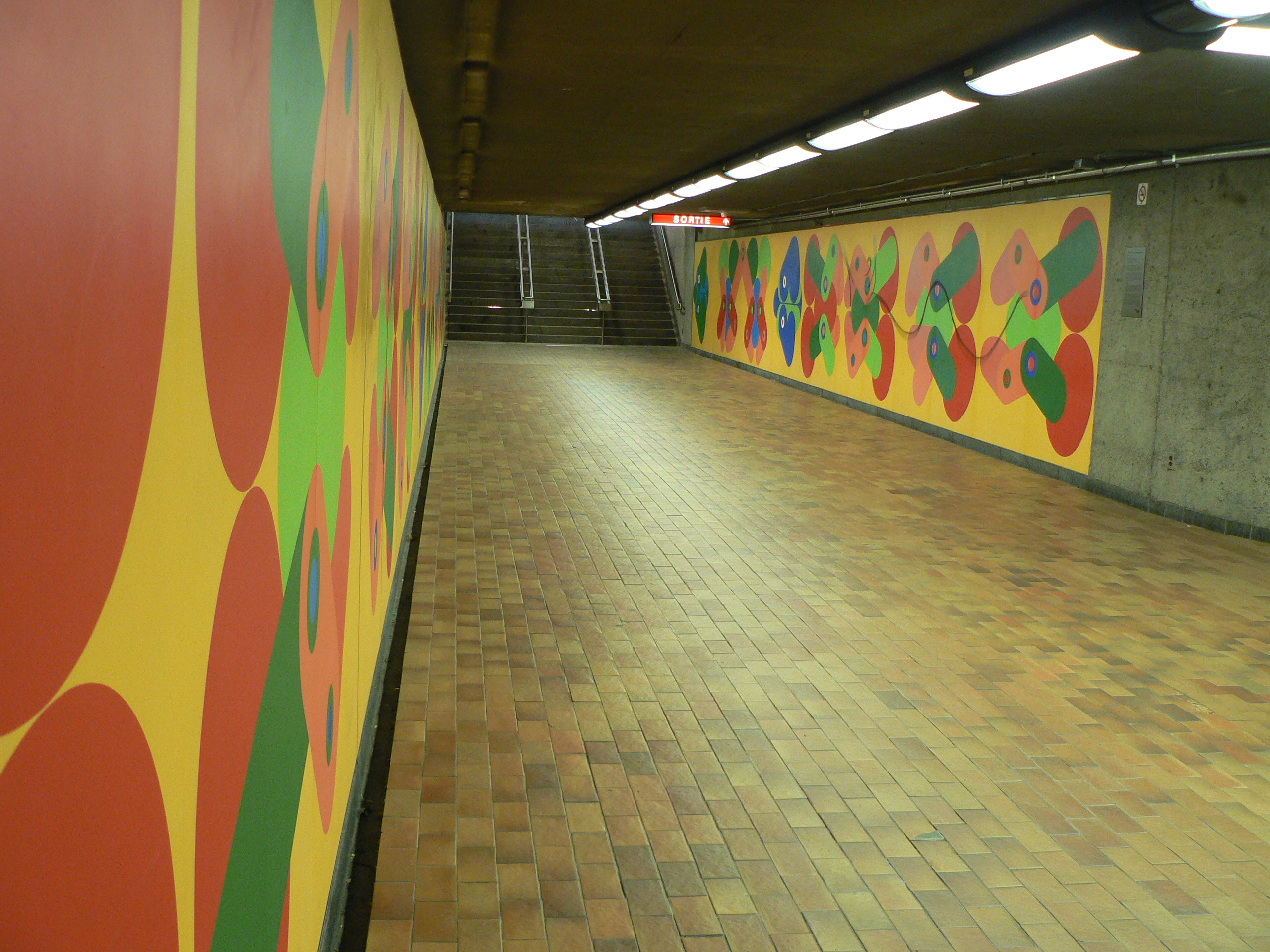
Intérieur de la station